# Новая (Слободо-Туринский район)
Новая — упразднённая в декабре 2019 года деревня в Слободо-Туринском районе Свердловской области, в составе муниципального образования «Слободо-Туринское сельское поселение».

## Географическое положение
Деревня Новая муниципального образования «Слободо-Туринского района» Свердловской области располагалась в 12 километрах (по автотрассе в 16 километрах) к северу-северо-западу от села Туринская Слобода, на правом берегу реки Ница.

## История
В декабре 2019 года был внесен законопроект об упразднении деревни. Законом Свердловской области от 24 декабря 2019 года деревня была упразднена.

## Население
| 2002 | 2010 |
| ---- | ---- |
| 0    | →0   |